# The Hunting Party Tour
The Hunting Party Tour — одинадцятий концертний тур американської рок-групи
Linkin Park. Він був запущений в підтримку шостого студійного альбому
Linkin Park, The Hunting Party (2014). Тур був частково анонсований у травня 2014, через тизер випущений після виходу трейлера до туру Carnivores Tour, де Linkin Park і 30 Seconds to Mars хедлайнери. Пізніше, тур був офіційно оголошений 23 листопада з цілим трейлером для просування. Його перший етап під назвою European Tour, розпочався 5 травня 2014, в Лісабоні, Португалія, і закінчився 14 червня в Castle Donington, Англії, де вони зіграли цілий альбом Hybrid Theory. В турі беруть участь спеціальні гості Of Mice & Men і Rise Against. 15 січня 2015, група почала світове турне для The Hunting Party з етапу під назвою North America. Під час шоу в Індіанаполісі, Честер Беннінгтон пошкодив ногу, що призвело до скасування північноамериканського туру. Група продовжила світове турне 9 травня, виступаючи на Rock In Rio в Америці.

## Історія
Чутки про тур від Linkin Park були поширені після виходу трейлера Carnivorous Tour. Першд шоу туру відбулося у Європі, де група грала 9-шоу. Етап тривав 16 днів. Тур розпочався з "Rock in Rio" у Лісабоні. А потім після Download Festival де група зіграла весь альбом Hybrid Theory, група зробила перерву у турі. Перший матч включені шоу, як "Рок в Ріо", "Рок-Am Ring", "Рок-Парк ім",ш"Alfa Romeo Місто Звук", "Грінфілд" і "Download Festival". 
 Другий етап туру називавсь "The Hunting Party European Tour".  Тривалість другого етапу було 22 днів, які включали 16-шоу. Of Mice & Men були включені як спеціальний гість у цьому етапі, а також гастролювали з Linkin Park по Північній Америці. Етап почався 3 листопада в Цюриху, в Швейцарії. Шоу на O2 World в Берліні, став першим живим концертом у світі, який транслювався на Astra 19.2 градусів східної довготи в ультра HD (3840 х 2160 пікселів) в стандарті HEVC, 50 кадрів в секунду і глибиною кольору 10 біт. Трансляція була підтверджена 13 листопада на Warner Music Німеччини та СЕС. 
 Третій етап туру було офіційно оголошено
3 листопада 2014, після завершення Carnivores Tour. Було запрошено Of Mice & Men і Rise Against. Етап повинен був мати 19 шоу, але тільки 3 шоу відбулося, через травму ноги Честер Беннінгтон. 

## Сет-ліст
Цей список пісень не є постійним в турі.
1. "Guilty All the Same"

1. "Given Up"

1. "With You"

1. "One Step Closer"

1. "Blackout"

1. "Papercut"

1. "Rebellion"

1. "Runaway"

1. "Wastelands"

1. "Castle of Glass"

1. "Leave Out All the Rest" / "Shadow of the Day" / "Iridescent"

1. "Robot Boy"

1. "Numb"

1. "Waiting for the End"

1. "Final Masquerade"

1. "Wretches and Kings" / "Remember the Name"

1. "Lying From You"

1. "Somewhere I Belong"

1. "In the End"

1. "Faint"

## Розклад концертів
| Дата                            | Місто                      | Країна          | Місце проведення                       | Гості                               | Відвідуваність           |
| ------------------------------- | -------------------------- | --------------- | -------------------------------------- | ----------------------------------- | ------------------------ |
| Europe                          |                            |                 |                                        |                                     |                          |
| Травень 30, 2014                | Лісабон                    | Португалія      | Parque da Bela Vista                   | Animal Jazz                         | 56,000 / 57,832          |
| Червень 1, 2014                 | Санкт-Петербург            | Росія           | Petrovsky Stadium                      | Animal Jazz                         | 21,405 / 21,405          |
| Червень 2, 2014                 | Москва                     | Росія           | Sports Complex Olympiysky              | Animal Jazz                         | 70,000 / 70,050          |
| Червень 5, 2014                 | Вроцлав                    | Польща          | Stadion Miejski                        | Fall Out Boy                        | 41,000 / 42,771          |
| Червень 7, 2014                 | Adenau, Rheinland-Pfalz    | Німеччина       | Нюрбургринг                            | Animal Jazz                         | 100,000 / 150,000        |
| Червень 8, 2014                 | Нюрнберг                   | Німеччина       | Volkspark Dutzendteich                 | Fall Out Boy                        | 40,000 / 42,000          |
| Червень 10, 2014                | Мілан                      | Італія          | Ippodromo del Galoppo                  | Animal Jazz                         | 12,000 / 12,500          |
| Червень 12, 2014                | Інтерлакен                 | Швейцарія       | Flughafen Interlaken                   | Animal Jazz                         | 12,000 / 12,000          |
| Червень 14, 2014                | Castle Donington           | Велика Британія | Donington Park                         | Animal Jazz                         | 105,000 / 110,000        |
| The Hunting Party European Tour |                            |                 |                                        |                                     |                          |
| Листопад 03, 2014               | Цюрих                      | Швейцарія       | Галленштадіон                          | Of Mice & Men                       | 16,000 / 16,000          |
| Листопад 04, 2014               | Штутгарт                   | Німеччина       | Hanns-Martin-Schleyer-Halle            | Of Mice & Men                       | 14,000 / 14,000          |
| Листопад 06, 2014               | Кельн                      | Німеччина       | Lanxess Arena                          | Of Mice & Men                       | 18,000 / 18,000          |
| Листопад 07, 2014               | Амстердам                  | Нідерланди      | Ziggo Dome                             | Of Mice & Men                       | 17,000 / 17,000          |
| Листопад 09, 2014               | Обергаузен                 | Німеччина       | König-Pilsener-ARENA                   | Of Mice & Men                       | 15,000 / 15,000          |
| Листопад 10, 2014               | Гамбург                    | Німеччина       | O2 World                               | Of Mice & Men                       | 18,000 / 18,000          |
| Листопад 12, 2014               | Лейпциг                    | Німеччина       | Arena Leipzig                          | Of Mice & Men                       | 14,000 / 14,000          |
| Листопад 13, 2014               | Мюнхен                     | Німеччина       | Olympiahalle                           | Of Mice & Men                       | 17,000 / 17,000          |
| Листопад 14, 2014               | Відень                     | Австрія         | Wiener Stadthalle (Halle D)            | Of Mice & Men                       | 15,000 / 15,000          |
| Листопад 16, 2014               | Париж                      | Франція         | Palais Omnisports de Paris-Bercy       | Of Mice & Men                       | 21,000/ 21,000           |
| Листопад 17, 2014               | Франкфурт-на-Майні         | Німеччина       | Festhalle                              | Of Mice & Men                       | 14,000 / 14,000          |
| Листопад 19, 2014               | Берлін                     | Німеччина       | O2 World                               | Of Mice & Men                       | 17,000 / 17,000          |
| Листопад 20, 2014               | Бремен                     | Німеччина       | ÖVB-Arena                              | Of Mice & Men                       | 15,000 / 15,000          |
| Листопад 22, 2014               | Манчестер                  | Велика Британія | Phones 4u Arena                        | Of Mice & Men                       | 21,000 /21,000           |
| Листопад 23, 2014               | Лондон                     | Велика Британія | O2 Arena                               | Of Mice & Men                       | 42,000 / 42,000          |
| Листопад 24, 2014               | Лондон                     | Велика Британія | O2 Arena                               | Of Mice & Men                       | 42,000 / 42,000          |
| TOTAL                           | TOTAL                      | TOTAL           | TOTAL                                  | TOTAL                               | 274,000 / 274,000 (100%) |
| North America                   |                            |                 |                                        |                                     |                          |
| Січень 15, 2015                 | Орландо                    | США             | Amway Center                           | Of Mice & Men and Rise Against      | 15,323 / 16,486          |
| Січень 17, 2015                 | Нашвілл                    | США             | Bridgestone Arena                      | Of Mice & Men and Rise Against      | 19,000 / 20,000          |
| Січень 18, 2015                 | Індіанаполіс               | США             | Bankers Life Fieldhouse                | Of Mice & Men and Rise Against      | 18,500 / 19,000          |
| North American Summer Tour      |                            |                 |                                        |                                     |                          |
| Травень 9, 2015                 | Лас-Вегас                  | США             | MGM Resorts International              | Of Mice & Men and Rise Against      | 61,000 / 61,396          |
| Травень 17, 2015                | Колумбус (Огайо)           | США             | Mapfre Stadium                         | Of Mice & Men and Rise Against      | 28,000 / 30,000          |
| Травень 23, 2015                | Прайор Крик, штат Оклахома | США             | Catch the Fever Music Festival Grounds | Of Mice & Men and Rise Against      | –                        |
| Травень 24, 2015                | Сан-Антоніо                | США             | AT&T Center                            | Of Mice & Men and Rise Against      | 19,000 / 19,000          |
| Червень 19, 2015                | Монтебелло, Квебек         | Канада          | Marina de Montebello                   | Mad Caddies                         | 66,600 / 66,600          |
| Червень 23, 2015                | Мехіко                     | Мексика         | Arena Ciudad de México                 | –                                   | 17,600 / 22,300          |
| Червень 25, 2015                | Монтеррей                  | Мексика         | Arena Monterrey                        | TBA                                 | –                        |
| Червень 27, 2015                | Мак, Колорадо              | США             | Jam Ranch                              | Nothing More and A Day To Remember  | –                        |
| Червень 30, 2015                | Мілвокі                    | США             | Marcus Amphitheater                    | A Day To Remember                   | –                        |
| The Hunting Party China Tour    |                            |                 |                                        |                                     |                          |
| Липень 17, 2015                 | Нанкін                     | КНР             | Nanjing Olympic Sports Centre          | –                                   | –                        |
| Липень 19, 2015                 | Шеньчжень                  | КНР             | Shenzhen Bay Sports Center             | –                                   | –                        |
| Липень 22, 2015                 | Шанхай                     | КНР             | Hongkou Football Stadium               | –                                   | –                        |
| Липень 24, 2015                 | Чунцін                     | КНР             | Chongqing Olympic Sports Center        | –                                   | –                        |
| Липень 26, 2015                 | Пекін                      | КНР             | Workers Stadium                        | –                                   | –                        |
| The Hunting Party European Tour |                            |                 |                                        |                                     |                          |
| Серпень 20, 2015                | Гасселт                    | Бельгія         | Kempische Steenweg                     | –                                   | –                        |
| Серпень 22, 2015                | St. Pölten                 | Австрія         | Green Park                             | –                                   | –                        |
| Серпень 23, 2015                | Гоккенгайм                 | Німеччина       | Hockenheimring                         | –                                   | –                        |
| Серпень 25, 2015                | Рибник (Польща)            | Польща          | Rybnik Stadium                         | While She Sleeps                    | –                        |
| Серпень 27, 2015                | Мінськ                     | Білорусь        | Minsk                                  | The Last Internationale and My Riot | –                        |
| Серпень 29, 2015                | Москва                     | Росія           | Sports Complex Olimpiyskiy             | –                                   | –                        |
| Серпень 30, 2015                | Санкт-Пельтен Hauptbahnhof | Австрія         | Green Park                             | –                                   | –                        |
| Серпень 31, 2015                | Ямся                       | Фінляндія       | Himos Park                             | Disco Ensemble and Dead By April    | –                        |
| Вересень 3, 2015                | Берлін                     | Німеччина       | Stadion An der Alten Försterei         | –                                   | –                        |
| Вересень 5, 2015                | Дюссельдорф                | Німеччина       | Esprit Arena                           | Broiler and Kraftklub               | –                        |
| Вересень 6, 2015                | Рим                        | Італія          | Ippodromo delle Capannelle             | Simple Plan                         | –                        |